# Distrito de Morlaix
El distrito de Morlaix es un distrito (en francés arrondissement) de Francia, que se localiza en el departamento de Finisterre (en francés Finistère), de la región de Bretaña. Cuenta con 10 cantones y 60 comunas.

## División territorial

### Cantones
Los cantones del distrito de Morlaix son:
1. Cantón de Landivisiau
2. Cantón de Lanmeur
3. Cantón de Morlaix
4. Cantón de Plouescat
5. Cantón de Plouigneau
6. Cantón de Plouzévédé
7. Cantón de Saint-Pol-de-Léon
8. Cantón de Saint-Thégonnec
9. Cantón de Sizun
10. Cantón de Taulé

### Comunas
| 1. Bodilis (29010)              | 2. Botsorhel (29014)                    | 3. Carantec (29023)            | 4. Le Cloître-Saint-Thégonnec (29034) |
| 5. Cléder (29030)               | 6. Commana (29038)                      | 7. Garlan (29059)              | 8. Guerlesquin (29067)                |
| 9. Guiclan (29068)              | 10. Guimaëc (29073)                     | 11. Guimiliau (29074)          | 12. Henvic (29079)                    |
| 13. Lampaul-Guimiliau (29097)   | 14. Landivisiau (29105)                 | 15. Lanhouarneau (29111)       | 16. Lanmeur (29113)                   |
| 17. Lannéanou (29114)           | 18. Loc-Eguiner-Saint-Thégonnec (29127) | 19. Locmélar (29131)           | 20. Locquirec (29133)                 |
| 21. Locquénolé (29132)          | 22. Mespaul (29148)                     | 23. Morlaix (29151)            | 24. Pleyber-Christ (29163)            |
| 25. Plouescat (29185)           | 26. Plouezoc'h (29186)                  | 27. Plougar (29187)            | 28. Plougasnou (29188)                |
| 29. Plougonven (29191)          | 30. Plougoulm (29192)                   | 31. Plougourvest (29193)       | 32. Plouigneau (29199)                |
| 33. Plounéour-Ménez (29202)     | 34. Plounéventer (29204)                | 35. Plounévez-Lochrist (29206) | 36. Plourin-lès-Morlaix (29207)       |
| 37. Plouvorn (29210)            | 38. Plouzévédé (29213)                  | 39. Plouégat-Guérand (29182)   | 40. Plouégat-Moysan (29183)           |
| 41. Plouénan (29184)            | 42. Le Ponthou (29219)                  | 43. Roscoff (29239)            | 44. Saint-Derrien (29244)             |
| 45. Saint-Jean-du-Doigt (29251) | 46. Saint-Martin-des-Champs (29254)     | 47. Saint-Pol-de-Léon (29259)  | 48. Saint-Saveur (29262)              |
| 49. Saint-Servais (29264)       | 50. Saint-Thégonnec (29266)             | 51. Saint-Vougay (29271)       | 52. Sainte-Sève (29265)               |
| 53. Santec (29273)              | 54. Sibiril (29276)                     | 55. Sizun (29277)              | 56. Taulé (29279)                     |
| 57. Tréflaouénan (29285)        | 58. Tréflez (29287)                     | 59. Trézilidé (29301)          | 60. Île-de-Batz (29082)               |